# Nisa (prénom)
Pour les articles homonymes, voir Nisa.
Cette page présente le prénom Nisa ainsi que ses variantes.
Nisa est un prénom féminin turc et, plus rarement, une variante de prénoms féminins tels qu'Agnès ou Denise.
C'est par ailleurs une transcription du prénom masculin « Niša » originaire du Monténégro.

## Origine
Le prénom turc Nisa vient de l'arabe  نساء [nisa] qui signifie « femme » et se réfère à la quatrième sourate du Coran : An-Nisa, en français Les Femmes.
Outre le sens général de femme ou fille dans les cultures arabes, le prénom Nisa a des origines diverses venant par exemple du terme sanskrit nisa signifiant « nuit » ou de Nisa dans la mythologie grecque, Nisa serait une fille de Dionysos d'où un rapprochement possible avec l'étymologie du prénom Denise qui signifie d'abord « consacrée à Dionysos ».

## Popularité
Les Nisa sont nombreuses en Inde, Indonésie, Thaïlande, Népal, Iran, Afghanistan, Pakistan, Bangladesh et Turquie.

## Personnalités portant ce prénom
Ce prénom est notamment porté par :
- Nisa Chevènement (née en 1944), peintre et sculptrice française ;
- Nisa Serezli (tr) (1928-1992), actrice turque.

C'est un surnom ou un diminutif dérivé de Denise, par exemple pour
Marie-Denise Villers (1774-1821), peintre française, dite « Nisa Lemoine ».